# Salon-la-Tour
Salon-la-Tour – miejscowość i gmina we Francji, w regionie Nowa Akwitania, w departamencie Corrèze.
Według danych na rok 1990 gminę zamieszkiwało 729 osób, a gęstość zaludnienia wynosiła 17 osób/km² (wśród 747 gmin Limousin Salon-la-Tour plasuje się na 181. miejscu pod względem liczby ludności, natomiast pod względem powierzchni na miejscu 60.).